# Sieć ochronna
Sieć ochronna – środek ochrony przeciwporażeniowej dodatkowej polegający na połączeniu części przewodzących dostępnych i obcych z uziemioną siecią, wykonaną z przewodów ochronnych PE i połączeń wyrównawczych.